# Wybory do Zgromadzenia Konstytucyjnego w Portugalii w 1975 roku
Wybory do Zgromadzenia Konstytucyjnego w Portugalii odbyły się 25 kwietnia 1975. W głosowaniu wzięło udział 5 711 829 osób (frekwencja wyborcza 91,7%), w tym 396 765 (6,95%) głosów nieważnych. Najwięcej miejsc w wyłonionej Konstytuancie zdobyła Partia Socjalistyczna.

## Wyniki wyborów
| Lista                                        | Liczba głosów | %    | Mandaty |
| -------------------------------------------- | ------------- | ---- | ------- |
| Partia Socjalistyczna                        | 2 162 972     | 37,9 | 116     |
| Ludowa Partia Demokratyczna                  | 1 507 282     | 26,4 | 81      |
| Portugalska Partia Komunistyczna             | 711 935       | 12,5 | 30      |
| Demokratyczne i Socjalne Centrum             | 434 879       | 7,6  | 16      |
| Portugalski Ruch Demokratyczny               | 236 318       | 4,1  | 5       |
| Socjalistyczny Front Ludowy                  | 66 307        | 1,2  | 0       |
| Ruch Socjalistycznej Lewicy                  | 58 248        | 1,0  | 0       |
| Ludowa Unia Demokratyczna                    | 44 877        | 0,8  | 1       |
| Komunistyczny Front Wyborczy (m-l)           | 33 185        | 0,6  | 0       |
| Ludowa Partia Monarchistyczna                | 32 526        | 0,6  | 0       |
| Ludowa Partia Jedności                       | 13 138        | 0,2  | 0       |
| Międzynarodowa Liga Komunistyczna            | 10 835        | 0,2  | 0       |
| Associação de Defesa dos Interesses de Macau | 1 622         | 0,03 | 1       |
| Centro Democrático de Macau                  | 1 030         | 0,02 | 0       |
| Razem (głosów ważnych)                       | 5 315 064     |      | 250     |